# Qazaqstan Superliga 2004
La Qazaqstan Top Division 2004 è stata la 13ª edizione della massima divisione del calcio kazako. 

## Stagione

### Novità
Al termine della stagione 2003 non ci sono state retrocessioni. Dalla Birinşi Lïga sono salite Cesna e Iassy. Il numero di squadre è così salito da diciassette a diciannove.
Prima dell'inizio della stagione l'Elimaı ha cambiato nome in Semeı, il Batys in Aqjaıyq, il neo promosso Cesna è stato rinominato in Almaty ed infine l'Esil Kókshetaý è diventato Oqjetpes.

## Classifica
|                       | Pos. | Squadra           | Pt | G  | V  | N  | P  | GF | GS | DR  |
| --------------------- | ---- | ----------------- | -- | -- | -- | -- | -- | -- | -- | --- |
| Kazakistan (bandiera) | 1.   | Qairat            | 83 | 36 | 25 | 8  | 3  | 70 | 21 | +49 |
|                       | 2.   | Ertis             | 79 | 36 | 24 | 7  | 5  | 56 | 16 | +40 |
|                       | 3.   | Tobyl             | 77 | 36 | 22 | 11 | 3  | 87 | 27 | +60 |
|                       | 4.   | Aqtóbe-Lento      | 74 | 36 | 22 | 8  | 6  | 52 | 19 | +33 |
|                       | 5.   | Atyrau            | 71 | 36 | 20 | 11 | 5  | 49 | 31 | +18 |
|                       | 6.   | Esil-Bogatyrʹ     | 59 | 36 | 18 | 5  | 13 | 53 | 40 | +13 |
|                       | 7.   | Taraz             | 59 | 36 | 16 | 11 | 9  | 35 | 23 | +12 |
|                       | 8.   | Ekibastuzes       | 58 | 36 | 17 | 7  | 12 | 42 | 27 | +15 |
|                       | 9.   | Shahter Qaraǵandy | 57 | 36 | 16 | 9  | 11 | 44 | 28 | +16 |
|                       | 10.  | Jeñis (-3)        | 48 | 36 | 15 | 6  | 15 | 45 | 44 | +1  |
|                       | 11.  | Oqjetpes          | 43 | 36 | 10 | 13 | 13 | 26 | 39 | +13 |
|                       | 12.  | Vostok Óskemen    | 40 | 36 | 11 | 7  | 18 | 42 | 54 | -12 |
|                       | 13.  | Jetisý            | 40 | 36 | 11 | 7  | 18 | 34 | 55 | -21 |
|                       | 14.  | Ordabasy          | 40 | 36 | 11 | 7  | 18 | 37 | 43 | -6  |
|                       | 15.  | Iassy             | 35 | 36 | 9  | 8  | 19 | 30 | 49 | -19 |
|                       | 16.  | Qaisar            | 31 | 36 | 9  | 4  | 23 | 26 | 61 | -37 |
|                       | 17.  | Aqjaıyq           | 25 | 36 | 7  | 4  | 25 | 24 | 83 | -59 |
|                       | 18.  | Almaty            | 20 | 36 | 4  | 8  | 24 | 25 | 53 | -31 |
|                       | 19.  | Semeı             | 13 | 36 | 4  | 1  | 31 | 25 | 84 | -59 |

Legenda:
      Campione del Kazakistan e ammessa alla UEFA Champions League 2005-2006
 Ammessa allo spareggio promozione-retrocessione
      Retrocesse in Birinşi Lïga 2005
Note:
Tre punti a vittoria, uno a pareggio, zero a sconfitta.

## Spareggio promozione/retrocessione
A seguito della retrocessione d'ufficio di Qaisar e Aqjaıyq, lo spareggio è stato disputato dall'Almaty.
| Squadra 1 | Risultato | Squadra 2 |
| --------- | --------- | --------- |
| Almaty    | 1 – 2     | Bolat     |